# Liste de ponts de Meurthe-et-Moselle
Liste de ponts de Meurthe-et-Moselle, non exhaustive, représentant les édifices présents et/ou historiques dans le département de Meurthe-et-Moselle, en France.

## Ponts de longueur supérieure à 250 m
Les ouvrages de longueur totale supérieure à 250 m du département de Meurthe-et-Moselle sont classés ci-après par gestionnaires de voies.

### Viaducs ferroviaires

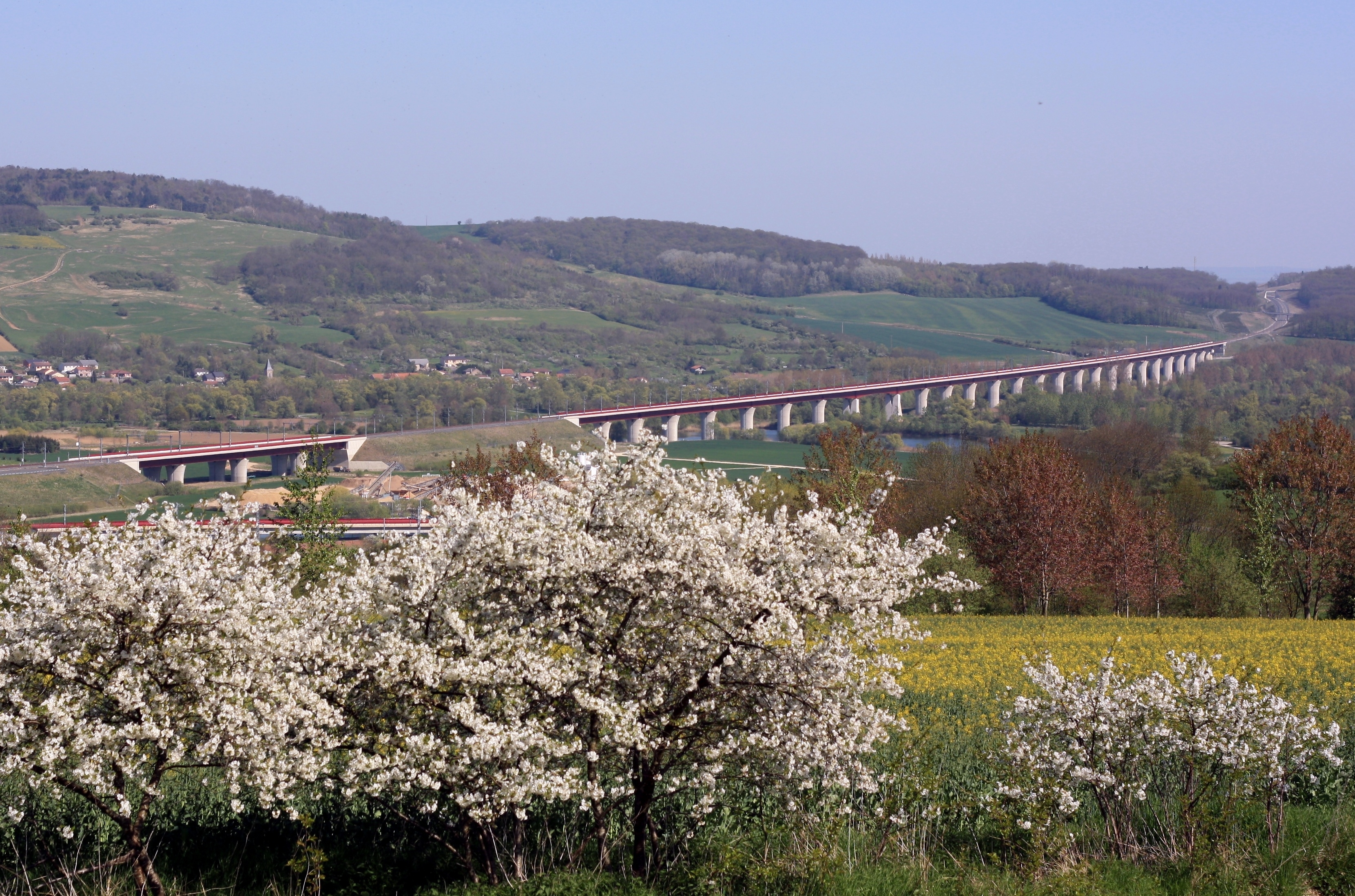
Le viaduc de la Moselle pour la LGV Est européenne

- Viaduc de Waville (1932), 484 m.
- Viaduc de Jaulny (2005), 480 m (LGV Est Européenne).
- Viaduc de la Moselle (2005), 1 510 m (LGV Est Européenne).

### Autoroute
- Viaduc d'Autreville A31 (vers 1965-1970), 231m qui franchit la Moselle entre Autreville et Belleville.
- Viaduc de Belleville A31 (vers 1965-1970), 382 m, franchit la Moselle, la voie ferrée et la D40B entre Belleville & Custines.
- Viaduc de Frouard A31 (1967-1969), 370 m, franchit le canal de la Marne au Rhin, une voie ferrée et la D40D.

### Routes nationales
- Le viaduc de la Chiers (584 m), qui surplombe de 50 m la commune de Réhon, supporte la RN52 vers Longwy et la frontière belge.
- Le viaduc de Piedmont qui supporte la RN52 entre Mont-Saint-Martin et la frontière belge.
- Viaduc de la RN59 à Baccarat.

### Routes départementales
Le pont le plus long, tout gestionnaire confondu (état, département, communes) en Meurthe-et-Moselle est le viaduc de Fontenoy-sur-Moselle, avec une longueur de 620 m ; il s'agit d'un caisson précontraint supportant une route bidirectionnelle appelée RD191a. L'ouvrage franchit successivement la RD 90, la voie ferrée Nancy/Paris (avant le TGV Est), des étangs, la Moselle canalisée, le canal de la Marne au Rhin et la Moselle sauvage. C'est l'accès principal depuis l'A31 pour desservir l'usine Kimberley-Clark ; la mise en service date des années 1975 (à repréciser).

## Ponts de longueur comprise entre 50 m et 250 m
Les ouvrages de longueur totale comprise entre 50 et 250 m du département de Meurthe-et-Moselle sont classés ci-après par gestionnaires de voies.

### Ponts ferroviaires

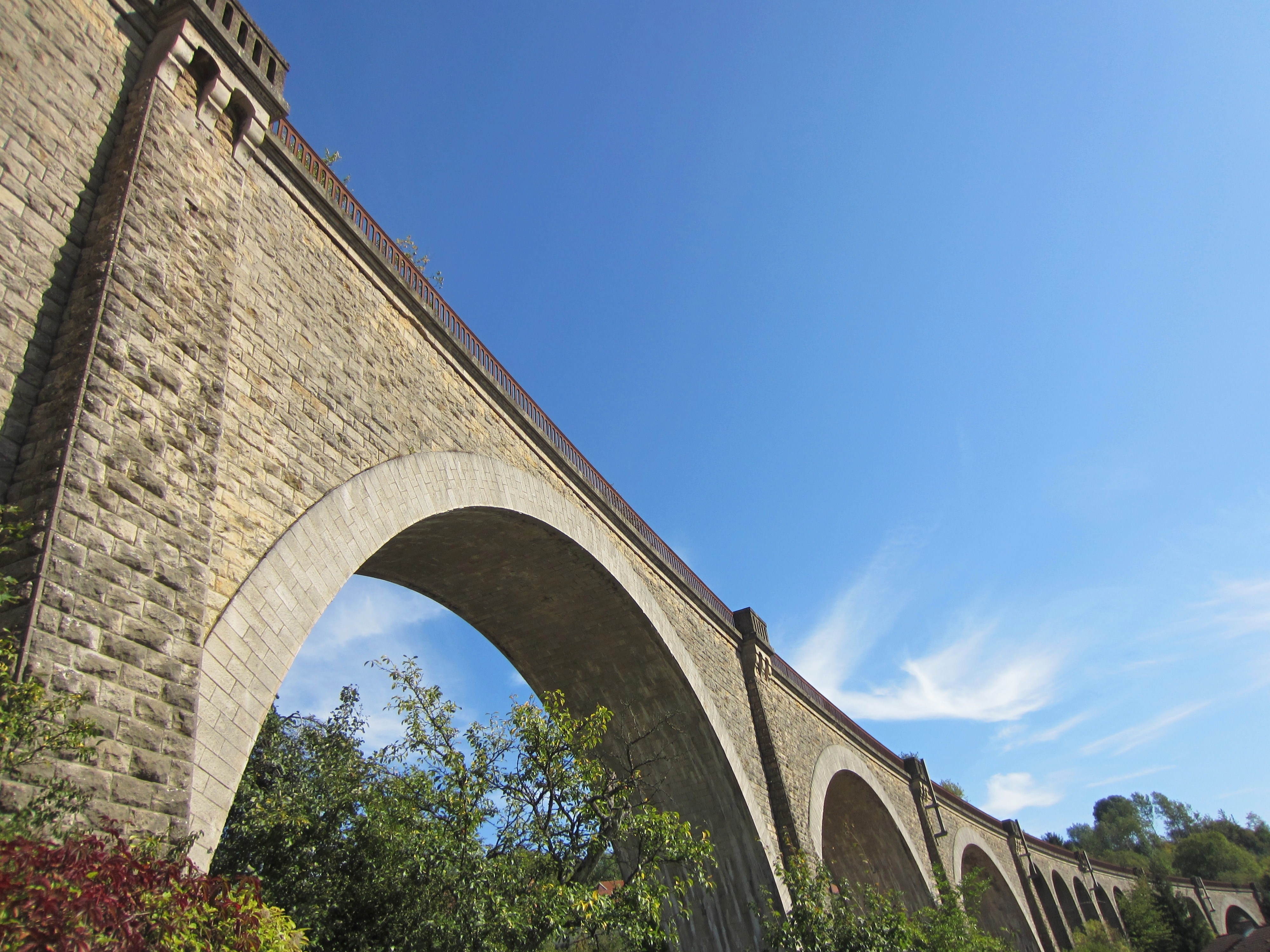
Le viaduc ferroviaire de Thil désaffecté.

- Pont de Thil, long de 243 m.
- Pont de la LGV sur l'A31 (2005), 94 m

### Autoroute
- 3 ponts sur la Moselle, au Sud de Toul, ~3×100m (A31)

### Routes nationales
- Viaduc de la Chiers RN 52
- Viaduc de Piedmont RN 52

## Ponts présentant un intérêt architectural ou historique
Les ponts de Meurthe-et-Moselle inscrits à l’inventaire national des monuments historiques sont recensés ci-après.
- Pont Béchard - Abbéville-lès-Conflans - XIXe siècle
- Pont - Boncourt - XVIIIe siècle
- Pont sur le Sânon - Crévic - XVIIe siècle ; XVIIIe siècle
- Pont - Goviller - XIXe siècle
- Pont de Malzéville à Nancy - XVe siècle & XVIIIe siècle
- Pont - Mancieulles - XVIIIe siècle
- Pont - Onville - XVIIIe siècle ; XXe siècle
- Pont sur le Madon - Pierreville - XIXe siècle
- Pont - Pulligny - XIXe siècle ; XXe siècle
- Pont en dos d'âne - Thorey-Lyautey - XVIIIe siècle ; XIXe siècle
- Pont - Vézelise - XIXe siècle
- Pont des Minimes - Vézelise - XIXe siècle
- Pont sur l'Uvry n°1 - Vitrey - XIXe siècle
- Pont sur l'Uvry n°2 - Vitrey - XIXe siècle
- Viaduc de Waville - Waville - XIXe siècle
- Pont - Xivry-Circourt - XVIIIe siècle

## Sources
Base de données Mérimée du Ministère de la Culture et de la Communication.